# 1423 Jose
1423 Jose è un asteroide della fascia principale del diametro medio di circa 26,14 km. Scoperto nel 1936, presenta un'orbita caratterizzata da un semiasse maggiore pari a 2,8601473 UA e da un'eccentricità di 0,0812723, inclinata di 2,91152° rispetto all'eclittica.
Prende il nome da Giuseppina Bianchi (detta Jose), figlia dell'astronomo italiano Emilio Bianchi.